# Betulia
Betulia este un municipiu din departamentul Antioquia, Columbia.